# Horst Milde (Marathonorganisator)
Horst Milde (* 24. Oktober 1938 in Berlin-Tempelhof) ist ein ehemaliger deutscher Leichtathlet und Begründer des Berlin-Marathon.

## Leben
Milde machte sein Abitur am Berliner Gymnasium Askanische Oberschule in Berlin-Tempelhof. Danach absolvierte er von 1957 bis 1959 eine Konditorlehre; später übernahm er die elterliche Bäckerei und Konditorei am Tempelhofer Damm. Von 1959 bis 1966 studierte er an der Freien Universität Berlin mit einem Abschluss als Diplomkaufmann.
Als Leichtathlet startete Horst Milde für den TSV Tempelhof-Mariendorf. Später wechselte er als Mittelstreckenläufer zum SC Charlottenburg und wurde mit der 3-mal-1000-Meter-Staffel des Klubs, in der Bodo Tümmler, 1500-Meter-Europameister von 1966, lief, zweimal Deutscher Meister (1964 und 1965). Über 800 Meter hatte Horst Milde damals eine Bestzeit von 1:49,8 min, über 1000 Meter lief er 2:25:00 min, über 1500 Meter 3:51,8 min und über 400 Meter 49,1 s.
Über 10.000 Meter erreichte er 33:33 min. Am 8. November 1964 startete Horst Milde mit dem Crosslauf am Berliner Teufelsberg den ersten Berliner Volkslauf mit 700 Läufern. Von jenem ersten Crosslauf am Teufelsberg 1964 bis zum Jahresbeginn 2004 hat er mit seinem Organisationsteam genau 1.268.649 Menschen in 348 Veranstaltungen zum Laufen gebracht. Horst Milde wurde bekannt als „Der Mann, der Berlin das Laufen beibrachte“.
1974 führte er in Berlin-Grunewald die erste Marathonveranstaltung für jedermann in Berlin durch. In den Jahren 1969–1982 leitete er als Vorsitzender die Leichtathletikabteilung des Sport-Club Charlottenburg (SCC Berlin).

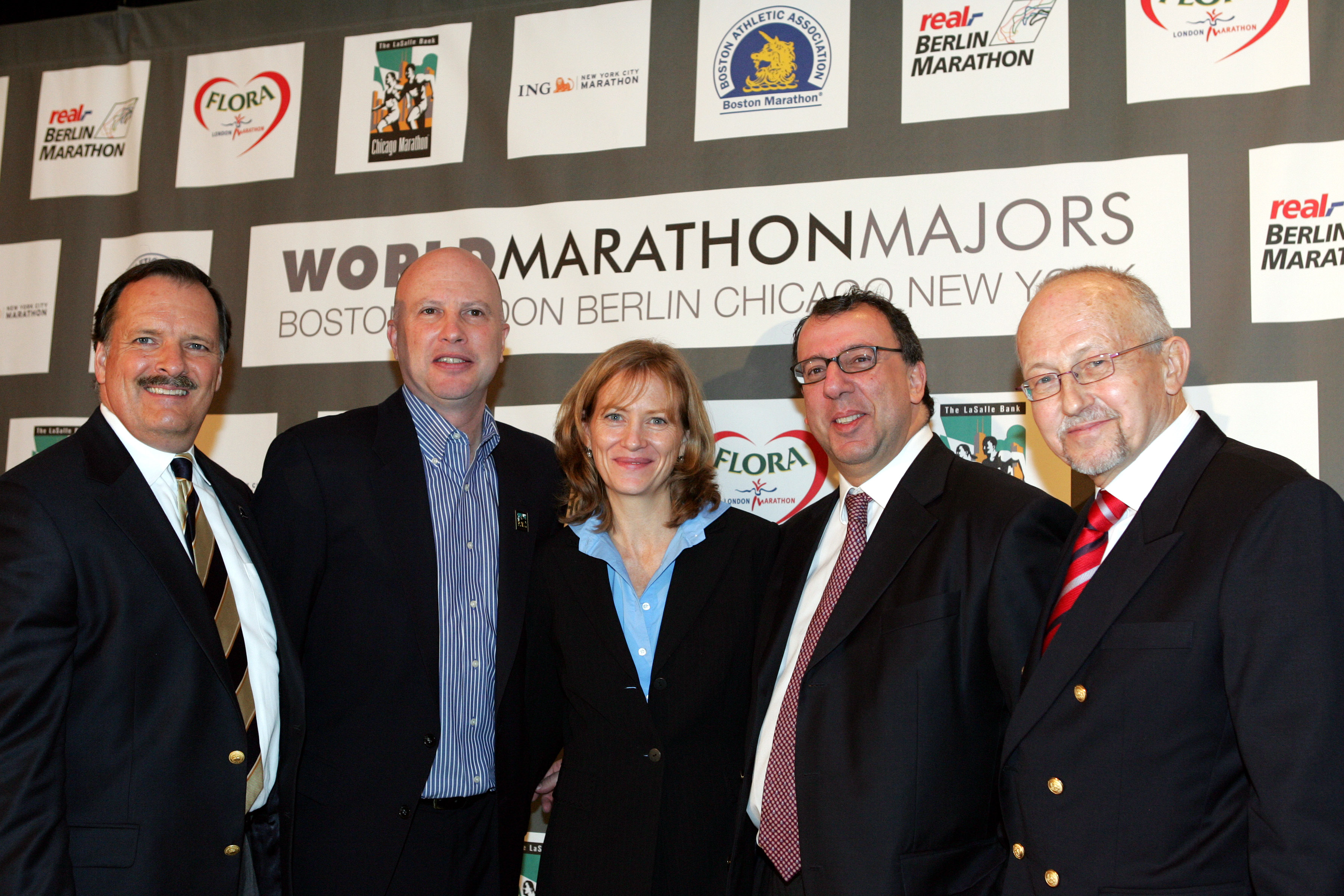
World Marathon Majors 2005 – Foto: Victah Sailer

Bis 1998 führte Milde die Familienbäckerei neben seiner Tätigkeit als Geschäftsführer der SCC-RUNNING Events GmbH, die den Berlin-Marathon und weitere Laufsportveranstaltungen in Berlin durchführt. Seit 1999 ist er Mitglied im Vorstand des Weltmarathonverbandes AIMS, trieb die Gründung des AIMS Marathon Museum voran und ist heute ein Sprecher bei German Road Races (GRR), der Interessengemeinschaft der deutschen Straßenlaufveranstalter. 30 Jahre lang war Milde Renndirektor des Berlin-Marathon, bevor er 2004 die Leitung der Veranstaltungen an seinen Sohn Mark übergab. Heute ist er Ehren-Race-Director des Berlin-Marathons.
Horst Milde Gründer dieser Veranstaltungen:
- Berliner Cross-Country-Lauf am Teufelsberg (seit 1964) mit der FU Berlin
- Berliner Volksmarsch über 15 km (1966)
- Berliner Volkslauf über 10 km im Grunewald (1967)
- Berliner Volkswandern über 25 km mit der BZ (1971)
- BERLIN-MARATHON (seit 1974)
- Berliner Berglauf/Silvesterlauf (1977)
- 10 km Lauf im Tiergarten (seit 1984)
- AVON Frauenlauf (seit 1984)
- Berliner Halbmarathon (seit 1984)
- 5 × 5 km Teamstaffel (seit 2000)
- Berliner 10 km Lauf für Gefangene in der Justizvollzugsanstalt Plötzensee (seit 2014)

## Ehrungen und Auszeichnungen
- 1976 DLV-Nadel in Silber
- 1979 DLV-Nadel in Gold
- 1986 Verdienstkreuz am Bande des Verdienstordens der Bundesrepublik Deutschland (Bonn, 21. April 1986)
- 1986 Silberne Sportplakette des Landessportbundes Berlin
- 1987 Silberne Ehrennadel des SCC Berlin
- 1988: Verdienstorden des Landes Berlin

- 1990 "Carl-Diem-Schild" Preisträger – Deutscher Leichtathletik-Verband (DLV)
- 1990–1992, 1994 Berlins Manager des Jahres der Berliner Morgenpost
- 1991 Goldene Band der Sportpresse
- 1990/1991/1992/1994 "Berlins Sportler des Jahres" (Manager/Trainer) der Berliner Morgenpost
- 2003 IAAF – "Merit of Honor"[1]
- 2003 Ehrenmitgliedschaft des SCC Berlin
- 2004 Ehren-Race-Director des Berlin-Marathon
- 2013 wurde in Anerkennung der Lebensleistung Mildes für den Laufsport der Horst-Milde-Award ins Leben gerufen. Der Award wird vom Forum für Sportgeschichte, dem Förderverein des Sportmuseums Berlin vergeben.[2] Erster Preisträger war der Journalist und Laufpionier Werner Sonntag
- 2016 Auszeichnung des SEGAS (Griechischer Leichtathletik-Verband)
- 2018 Lifetime Achievement Award der AIMS (Association of International Marathons an Distance Races)
- 2018 GRR-Organisatorenpreis
- 2022 GRR-Ehrenvorsitzender (Trier)
- 2023 Goldener Rudi (im Gedenken an Rudolf Harbig)
- 2023 Heritage Plaque World Athletics